# Luria
Luria Jousseaume, 1884 è un genere di molluschi gasteropodi appartenente alla famiglia Cypraeidae.

## Distribuzione e habitat
Il genere ha una distribuzione cosmopolita essendo presente nei Caraibi (L. cinerea), in Africa occidentale e nel mar Mediterraneo (L. lurida), in Arabia (L. pulchra), nell'Indo-Pacifico, (L. isabella), nelle Hawaii (L. tessellata) e nel Pacifico occidentale (L. isabellamexicana).

## Tassonomia
Comprende le seguenti specie viventi:
- Luria cinerea (Gmelin, 1791)
- Luria isabella (Linnaeus, 1758)
- Luria isabellamexicana (Stearns, 1893)
- Luria lurida (Linnaeus, 1758)
- Luria pulchra (Gray, 1824)
- Luria tessellata (Swainson, 1822)

Sono note anche le seguenti specie fossili:
- Luria cahuzaci Dolin & Lozouet, 2004 †
- Luria castinea Dolin & Lozouet, 2004 †
- Luria chattica Dolin & Lozouet, 2004 †
- Luria diluviana (Gray, 1824) †
- Luria dockeryi Dolin & Lozouet, 2004 †
- Luria fossula (Ingram, 1947) †
- Luria grateloupi (d'Orbigny, 1852) †
- Luria hieroglyphica (Schilder, 1923) †
- Luria pelouaensis Dolin & Lozouet, 2004 †
- Luria pseudotalpa Dolin & Lozouet, 2004 †
- Luria taurorotunda (Sacco, 1894) †

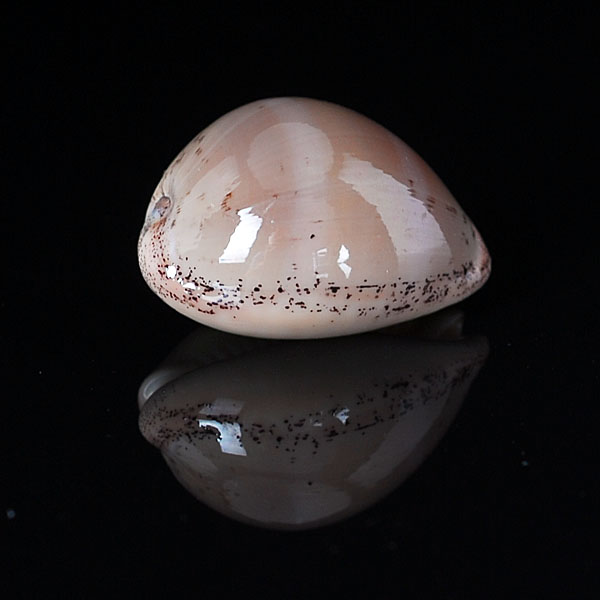
Luria cinerea
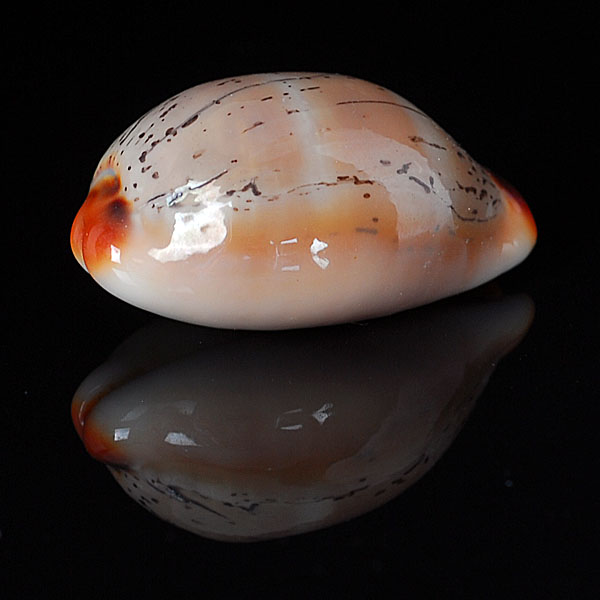
Luria isabellamexicana
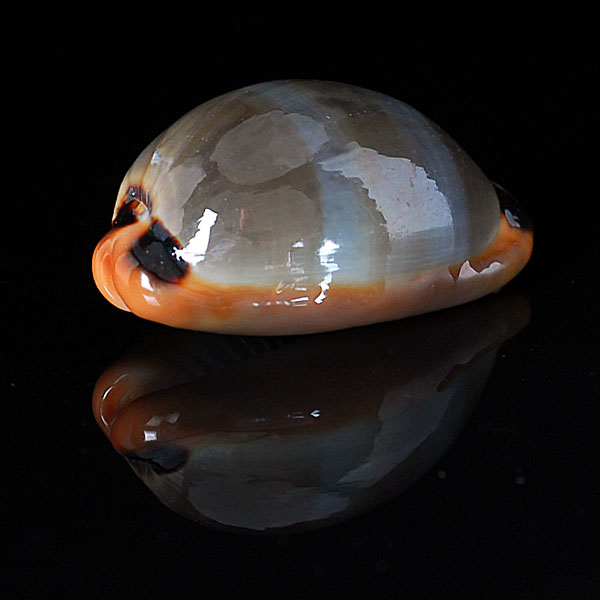
Luria lurida
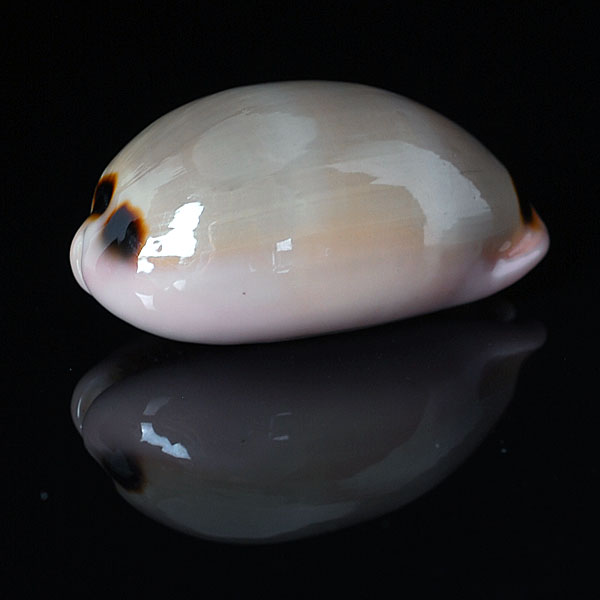
Luria pulchra
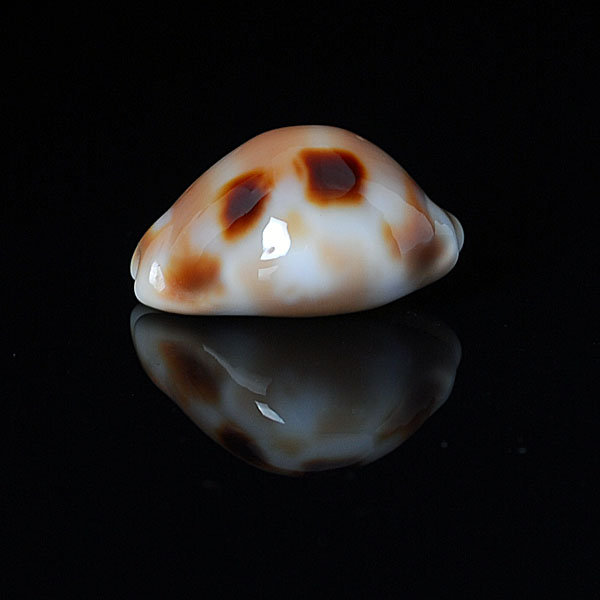
Luria tessellata